# Arniella echoura
Arniella echoura är en svampart som beskrevs av Jeng & J.C. Krug 1977. Arniella echoura ingår i släktet Arniella och familjen Lasiosphaeriaceae.   Inga underarter finns listade i Catalogue of Life.